# Korjovîi Kut, Babanka
Korjovîi Kut (în ucraineană Коржовий Кут) este o comună în raionul Babanka, regiunea Cerkasî, Ucraina, formată numai din satul de reședință.

## Demografie
Componența lingvistică a comunei Korjovîi Kut
     Ucraineană (98,67%)
     Alte limbi (1,33%)
Conform recensământului din 2001, majoritatea populației comunei Korjovîi Kut era vorbitoare de ucraineană (98,67%), existând în minoritate și vorbitori de alte limbi.